# Jacques Attali
Jacques Attali (Alger, Algèria, 1 de novembre de 1943) és un economista i erudit francès. De 1981 a 1991 va ser assessor del president François Mitterrand. Posteriorment, publicà el llibre C'était François Mitterand, el 2005, on posà en qüestió la trajectòria política de l'ex-president, pel fet d'haver ocupat un càrrec de funcionari de nivell mitjà sota el Règim de Vichy.
L'abril de 1991 es va convertir en el primer president del Banc Europeu de Reconstrucció i Desenvolupament, amb seu a Londres, institució financera establerta pels governs occidentals per ajudar els països d'Europa central i oriental i l'antiga Unió Soviètica en la seva transició a l'economia de mercat. Hi treballà fins al 1993.
El 1998 va fundar l'entitat sense ànim de lucre Planet Finance, que se centra en les microfinances.